# Висока Греда
Висока Греда (хорв. Visoka Greda) — населений пункт у Хорватії, у Бродсько-Посавській жупанії у складі громади Врбє.

## Населення
Населення за даними перепису 2011 року становило 217 осіб.
Динаміка чисельності населення поселення:

## Клімат
Середня річна температура становить 11,42 °C, середня максимальна – 26,26 °C, а середня мінімальна – -5,89 °C. Середня річна кількість опадів – 911 мм.
| Клімат поселення                              | Клімат поселення | Клімат поселення | Клімат поселення | Клімат поселення | Клімат поселення | Клімат поселення | Клімат поселення | Клімат поселення | Клімат поселення | Клімат поселення | Клімат поселення | Клімат поселення | Клімат поселення |
| Показник                                      | Січ.             | Лют.             | Бер.             | Квіт.            | Трав.            | Черв.            | Лип.             | Серп.            | Вер.             | Жовт.            | Лист.            | Груд.            |                  |
| Середній максимум, °C                         | 6,72             | 8,90             | 13,29            | 17,93            | 23,10            | 26,26            | 25,57            | 24,62            | 20,86            | 15,75            | 10,11            | 5,92             |                  |
| Середня температура, °C                       | 0,42             | 2,61             | 7,00             | 11,61            | 16,78            | 19,96            | 21,54            | 20,58            | 16,83            | 11,70            | 6,10             | 1,89             |                  |
| Середній мінімум, °C                          | −5,89            | −3,69            | 0,68             | 5,33             | 10,49            | 13,66            | 17,51            | 16,55            | 12,79            | 7,68             | 2,05             | −2,15            |                  |
| Норма опадів, мм                              | 58               | 53               | 63               | 77               | 82               | 99               | 84               | 83               | 73               | 81               | 86               | 72               |                  |
| Середньомісячна швидкість вітру, м/с          | 1.60             | 1.80             | 2.18             | 2.10             | 1.90             | 1.80             | 1.70             | 1.60             | 1.52             | 1.56             | 1.60             | 1.60             |                  |
| Середньомісячна сонячна радіація, кДж/м²·день | 4341             | 7177             | 11035            | 15438            | 19610            | 21891            | 22854            | 20341            | 15009            | 9248             | 4914             | 3604             |                  |
| --------------------------------------------- | ---------------- | ---------------- | ---------------- | ---------------- | ---------------- | ---------------- | ---------------- | ---------------- | ---------------- | ---------------- | ---------------- | ---------------- | ---------------- |
| Джерело:                                      |                  |                  |                  |                  |                  |                  |                  |                  |                  |                  |                  |                  |                  |